# Franz Otto von Droste zu Vischering
Franz Otto von Droste zu Vischering (* 13. September 1771 auf Schloss Vorhelm bei Ahlen; † 26. Februar 1826 in Münster) war ein deutscher katholischer Theologe und Publizist.

## Leben

### Herkunft und Familie
Franz Otto entstammte als Sohn der Eheleute Clemens August Maria Droste zu Vischering (Erbdroste, 1742–1790) und Sophia Alexandrina Droste zu Füchten (1748–1817) der Adelsfamilie Droste zu Vischering. Er wuchs auf mit seinen acht Geschwistern, darunter Rosine (1777–1819, ⚭ Maximilian Anton von Boeselager) und sieben Brüder, darunter Adolf Heidenreich (Erbdroste und Erbauer des Erbdrostenhofs), Kaspar Maximilian (Bischof vom Münster), Clemens August (Erzbischof von Köln), Maximilian Heidenreich (Landrat in Brilon) und Joseph (Obersthofmeister und k. k. Feldmarschallleutnant). Im Elternhaus wurde er vom Hauslehrer Johann Theodor Katerkamp unterrichtet, mit dem er und sein Bruder Clemens August vor 1796 eine zweijährige Bildungsreise durch Deutschland, Schweiz, Italien und Sizilien unternahmen.

### Werdegang
Seine Ausbildung erhielt er zunächst durch Hauslehrer, ehe er auf der Universität Münster Philosophie und Theologie studierte. Im Jahr 1789 wurde er Domherr in Münster. Zwischen 1795 und 1797 unternahm er zusammen mit seinem Bruder Clemens August eine Reise durch Deutschland, die Schweiz und Italien. Im Jahr 1798 wurde er in Rom zum Subdiakon und kurze Zeit später wurde er zum Diakon geweiht. Eine weitere Domherrenstelle erhielt er 1800 in Hildesheim. Außerdem wurde er im gleichen Jahr zum Geheimen Rat ernannt. 
Ab 1811 lebte er als Pensionär und widmete sich seinen theologischen Studien. Er war enger theologischer Berater seiner Brüder und stand im Kontakt mit den maßgeblichen katholischen Autoren seiner Zeit.

## Werk
Von Bedeutung waren seine Schriften zum Verhältnis von Staat und Kirche. Nach 1814 kritisierte er das zu dieser Zeit vorherrschende Staatskirchentum. Dem setzte er ein auf alte Auffassungen beruhendes Konzept gegenüber. Danach seien Kirche und Staat zwei voneinander getrennte Bereiche, die gleichberechtigt nebeneinander ständen. Keiner sei zu Weisungen gegenüber der anderen Seite berechtigt. Allerdings müssten sie in den Mischbereichen wie Ehe, Schule und Armenwesen zusammenwirken. 
Die von Vischering entwickelte Koordinationslehre wurde von Joseph Görres seit 1819 im katholischen Deutschland verbreitet. Sie hat bis zum Ende des 19. Jahrhunderts die Auffassung von Kirche und Staat, nicht nur unter Katholiken, stark beeinflusst.

## Schriften
- Geschichtliche Darstellung der Lage der münsterschen Kirche, 1815
- Über Kirche und Staat, 1817
- Über die Religionsfreiheit der Katholiken, 1818